# Александър Радославов
 Тази статия е за българския революционер и ботаник.  За политика вижте Александър Радославов (политик).  
Александър Иванов Радославов е български революционер, войвода на Вътрешната македонска революционна организация, ботаник, един от първите български миколози. Радославов е основател и председател на Българското ботаническо дружество, както и основател и председател на Българското природоизпитателно дружество.

## Биография

### Образование
Александър Радославов е роден на 20 юли 1878 година в град Търново. Получава първоначално образование в село Беброво. Остава сирак млад. Прогимназия учи в Елена и Русе, а гимназия в Търново, Габрово, Сливен и Варна, като многократно е изключван за организиране на социалистически кръжоци. От 1899 година започва да учи естествена история във Физико-математическия факултет на Софийския университет „Свети Климент Охридски“. В София става член на Управителния съвет и на редакционния комитет на Българския класен учителски съюз.

### Четник на ВМОРО
През 1903 година, последната година на студентството си, прекъсва следването си и се включва в дейността на ВМОРО в Серския революционен окръг. Става секретар на четата на Яне Сандански. През лятото на 1903 година е делегат на конгреса на Серския окръг в Пирин и е избран в ръководното тяло заедно с Димитър Стефанов от Бесарабия и Симеон Молеров. Помага на Яворов в редактирането на нелегалния вестник на ВМОРО „Свобода или смърт“ в 1903 година. Взима участие в Илинденско-Преображенското въстание през лятото на 1903 година.

### Учител в България
След погрома на въстанието, Александър Радославов се прибира в България и завършва следването си в 1904 година и в същата година е назначен за учител в Новоселското класно училище. От учебната 1905/1906 година е учител във II девическа гимназия в София. До 1908 година участва в дейността на ВМОРО, като остава привърженик на Сандански.
Министерството на народното просвещение го командирова за една година в Берлин, където Радославов специализира фитопатология и микология.
Радославов критикува образователната политика на правителството и след едно рязко свое изказване на конгреса на БКУС против просветната политика на министър Петър Пешев през лятото на 1914 година е преместен като и. д. директор на гимназията в Цариброд.
След края на Първата световна война в 1918 година по предложение на Управителния съвет на БКУС Радославов става главен инспектор по естествена история и химия, а по-късно пак по предложение на УС на БКУС работи като главен секретар на Министерството на народното просвещение.
От 1914 до 1948 година участва в редакциите на списание „Природа“ (от XII до XXX годишнина), а от 1930 до 1943 година на „Природа и наука“ (от I до XII годишнина). Участва в основаването на Българското ботаническо дружество и Българското природоизпитателно дружество. Автор е на 217 статии в областта на природните науки и на 8 труда върху паразитните гъби в България.
Александър Радославов умира на 28 февруари 1951 година в София.